# Sassy
Sassy ist eine französische Gemeinde mit 212 Einwohnern (Stand: 1. Januar 2022) im Département Calvados in der Region Normandie. Sie gehört zum Arrondissement Caen und zum Kanton Falaise.

## Geografie
Sassy liegt im Süden der Ebene von Caen, rund zehn Kilometer nordnordöstlich von Falaise und 27 Kilometer südsüdöstlich von Caen. Umgeben wird die Gemeinde von Maizières im Nordwesten und Norden, Ernes im Norden und Nordosten, Vendeuvre im Osten, Perrières im Süden, Olendon im Südwesten und Westen, Ouilly-le-Tesson im Westen und Nordwesten sowie Rouvres im Nordwesten.

## Bevölkerungsentwicklung
| Jahr                              | 1962 | 1968 | 1975 | 1982 | 1990 | 1999 | 2006 | 2019 |
| Einwohner                         | 233  | 248  | 219  | 213  | 194  | 184  | 189  | 207  |
| Quellen: Cassini, EHESS und INSEE |      |      |      |      |      |      |      |      |

## Sehenswürdigkeiten

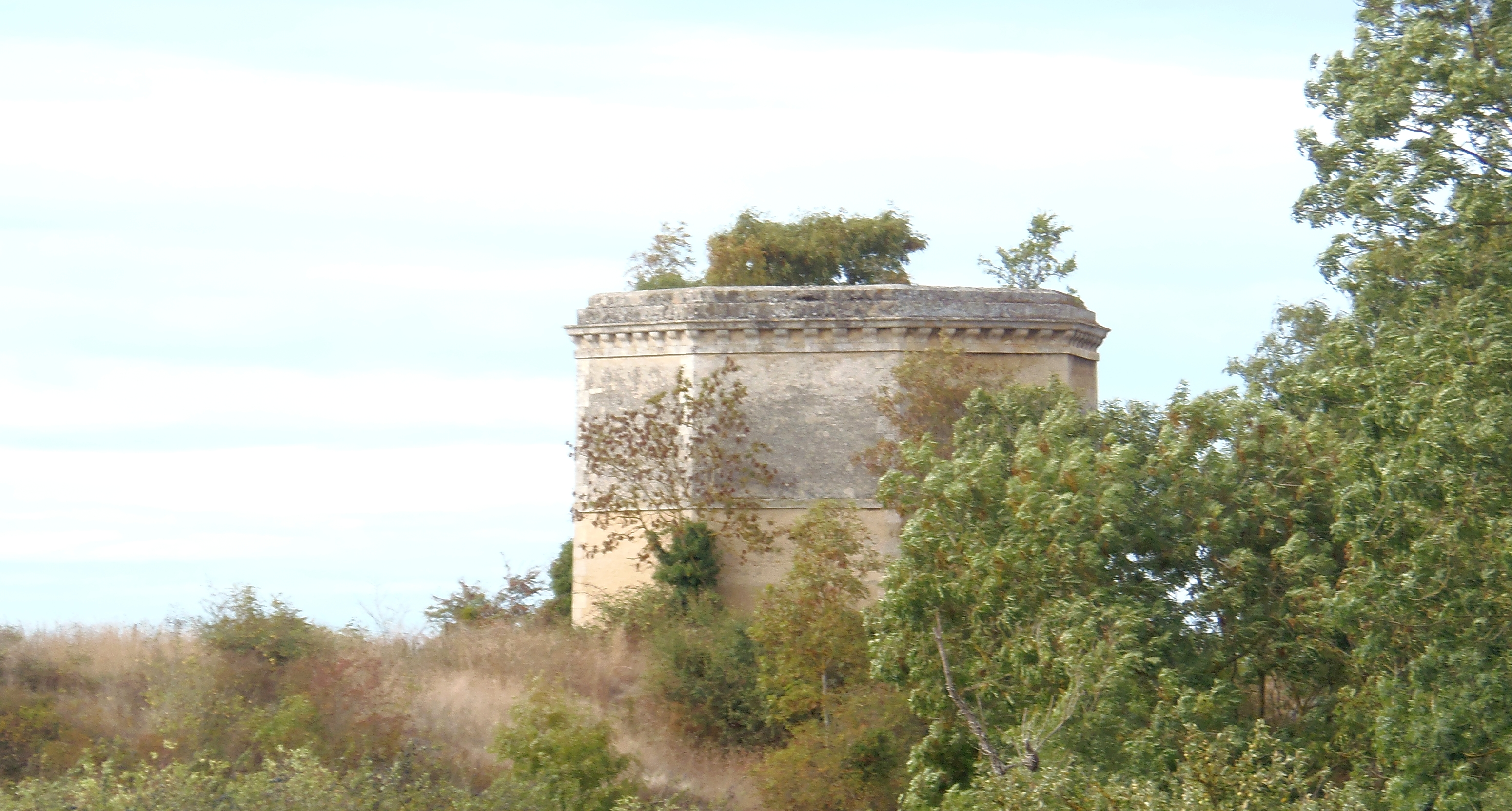
Taubenturm des Herrenhauses Le Châtelet

- Kirche Saint-Gervais-et-Saint-Protais aus dem 12. Jahrhundert mit Umbauten aus dem 13., 15. und 17. Jahrhundert, Monument historique seit 1928
- Herrenhaus Le Châtelet aus dem 17. Jahrhundert, seit 1932 Monument historique
- Herrenhaus La Varende aus dem 17. Jahrhundert

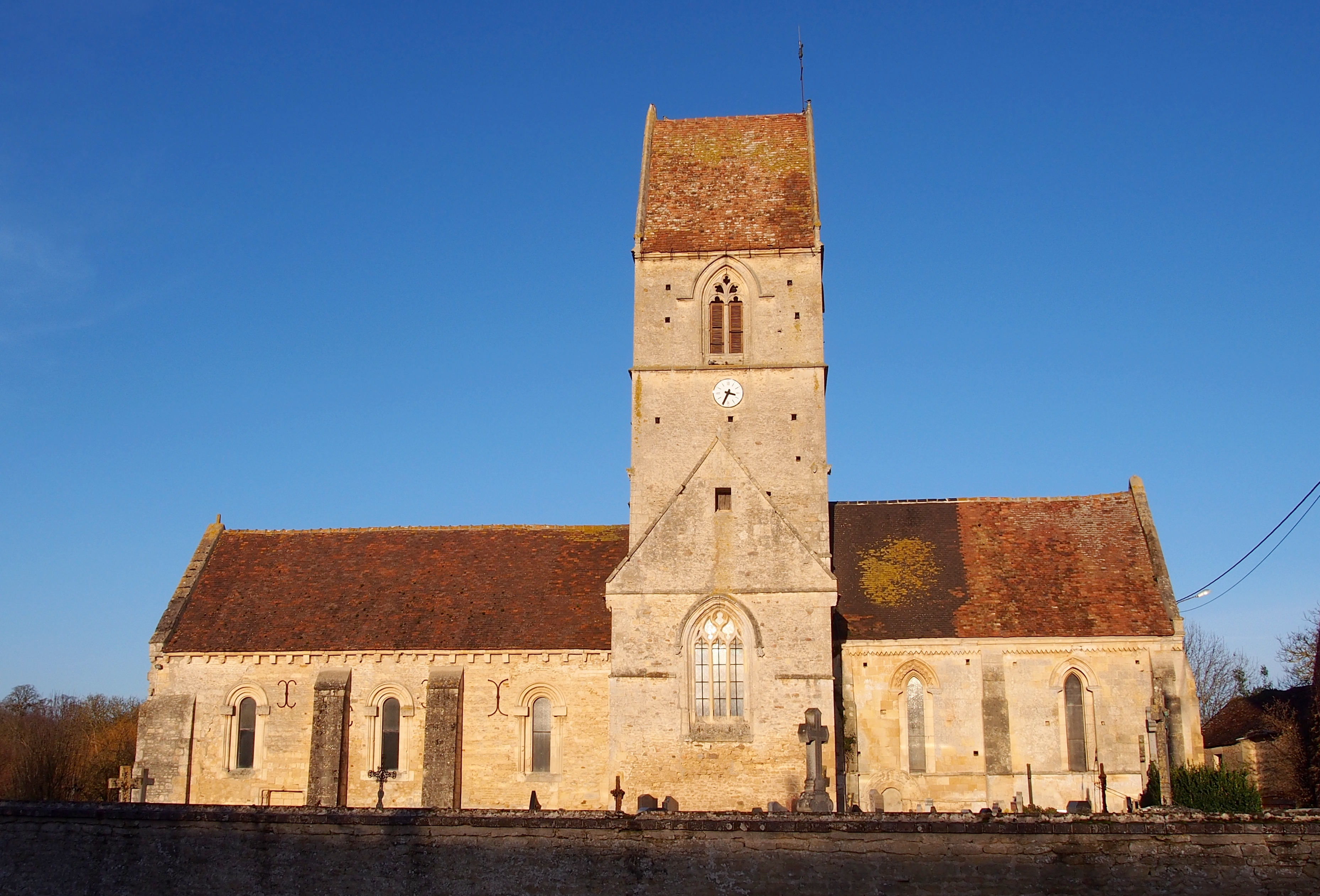
Kirche Saint-Gervais-et-Saint-Protais